# Leo Brunschwiler
Leo Brunschwiler (* 1918 in Zuzwil; † 1977 in Gossau) war ein Schweizer Bildhauer.

## Geschichte
Leo Brunschwiler wurde 1918 als Sohn eines Malers in Zuzwil geboren. Anders als seine drei Brüder wählte er nicht das Malerhandwerk, sondern absolvierte in Küssnacht eine Lehre als Steinbildhauer. Er besuchte von Olten aus die Kunstgewerbeschule Basel und sammelte bei verschiedenen Meistern in Solothurn und Wil erste handwerkliche Erfahrungen. 1945 begann er für einen Gossauer Bildhauer zu arbeiten, dessen Geschäft er 1952 übernahm. Als Selbständiger konnte Leo Brunschwiler vermehrt seine künstlerischen Vorstellungen ins Grabmalschaffen einbringen. Er war einer der Bildhauer, die das Grabmalschaffen mit frischen künstlerischen Impulsen wieder zu einem bedeutenden Ausdrucksfeld der Kunst machen wollten.
Im Rahmen des Verbandes Schweizerischer Bildhauer- und Steinmetzmeister konnte Brunschwiler seine Arbeiten immer wieder einer kompetenten Jury unterbreiten. Jahrzehntelang nahm er am sogenannten Qualitätszeichenwettbewerb teil und publizierte seine Werke in der verbandseigenen Zeitschrift Kunst und Stein.
Kurz vor seinem Tod kam auch die internationale Anerkennung für Leo Brunschwiler. Für die Bundesgartenschau in Stuttgart konnte er 1976 für den Grabzeichenwettbewerb zwei der insgesamt zehn ausgewählten Schweizer Werke beisteuern. Noch im gleichen Jahr sollte er für einen Modellfriedhof in Luxemburg eine Anzahl Familiengrabsteine schaffen. Es blieb aber bei den Entwürfen, da Brunschwiler kurz darauf verstarb.

## Werke
1957 schuf Leo Brunschwiler für das Schulhaus Bündt in Waldkirch einen Brunnen und 1958 in der Kapelle von Schloss Oberberg den Altar. Im selben Jahr entstanden aus seiner Hand die Altäre im Schwesternhaus und im Marienheim in Gossau. 1961 kam ein Brunnen in Zuzwil hinzu und 1968 entstand der grosse Brunnen auf dem Gossauer Kirchplatz sowie eine Holzplastik in der Schreinerfachschule. 1970 erbaute er den Taufstein in der Pauluskirche. Den Höhepunkt dieser Monumentalwerke bildet die Wandplastik im Spital in Wil.